# Garrett Reisman

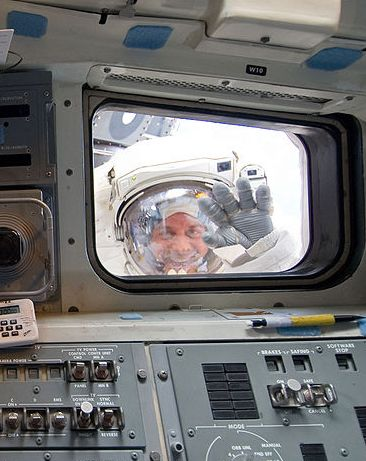
No exterior da Atlantis, Reisman acena para a cabine de comando, durante caminhada espacial na missão STS-132.

Garrett Erin Reisman (Morristown, 10 de fevereiro de 1968) era um astronauta dos Estados Unidos, integrante da Expedição 17 à Estação Espacial Internacional.
Com mestrado e doutorado em engenharia mecânica pelo Instituto de Tecnologia da Califórnia, Reisman foi designado para uma missão de longa duração como tripulante da Estação Espacial Internacional. Em março de 2008 ele foi ao espaço a bordo da missão STS-123 do ônibus espacial, como especialista de missão 5, dedicado a projetos científicos ainda em parte da Expedição 16.
Na ISS ele exerceu as funções de engenheiro de voo e cumpriu uma estadia de sete semanas, após a qual voltou a Terra a bordo da missão STS-124, em junho de 2008. Durante sua permanência na estação ele viu a acoplagem de dois ônibus espaciais e a instalação da seção pressurizada do módulo experimental japonês Kibo.
Seu segundo voo espacial foi na missão STS-132, que transportou o módulo russo de pesquisa Rassvet para instalação na estrutura da ISS, em maio de 2010, última missão do ônibus espacial Atlantis ao espaço. Nesta missão, ele realizou duas caminhadas espaciais de reparo, instalação, e manutenção de equipamentos na Estação Espacial Internacional.